# It'z Me
It'z Me (stiliserat IT'z ME) är den andra EP-skivan av den sydkoreanska tjejgruppen Itzy, utgiven den 9 mars 2020 av JYP Entertainment. Den innehåller sju spår, däribland skivans ledsingel "Wannabe". Den fysiska utgåvan finns tillgänglig i tre versioner: IT'z, ME och WANNABE. EP:n var gruppens första koreanska utgivning sedan It'z Icy i juli 2019. It'z Me innehåller ett samarbete med den nederländska DJ:en och producenten Oliver Heldens. Den producerades av Galactika, Oak Felder, Oliver Heldens, earattack, Shim Eunji, Collapsedone, Jin by Jin, SOPHIE och KASS. Musikaliskt sett är det en k-pop-skiva med influenser från dance, hiphop och rock.

## Mottagande
Jeff Benjamin från Billboard skrev att "Itzy fortsätter deras linje av stärkande och självsäkra singlar där den största skillnaden på It'z Me ligger i att gruppens sound som helhet blivit hårdare och fått mer elektroniska produktioner".

## Låtlista
| Nr           | Titel                               | Text                                          | Musik                                                                                 | Arrangemang                | Längd |
| ------------ | ----------------------------------- | --------------------------------------------- | ------------------------------------------------------------------------------------- | -------------------------- | ----- |
| 1.           | Wannabe                             | Galactika                                     | Galactika                                                                             | Team Galactika             | 3:12  |
| 2.           | Ting Ting Ting (med Oliver Heldens) | Penomeco, Lee Seu-ran, Kang Eun-jeong         | Warren "Oak" Felder, Janee “Jin Jin” Bennett, Oliver Heldens                          | Oak Felder, Oliver Heldens | 3:39  |
| 3.           | That's a No No                      | Shim Eunji, KASS                              | Shim Eunji, KASS, Ariowa Irosogie                                                     | Shim Eunji, KASS           | 3:00  |
| 4.           | Nobody Like You                     | Yubin, Josh Record, Andrew Bullimore          | Lee Woo-min ‘Collapsedone’, Josh Record, Andrew Bullimore                             | Lee Woo-min ‘Collapsedone’ | 3:17  |
| 5.           | You Make Me                         | Lee Seu-ran, earattack, Miranda Glory Inzunza | earattack, Miranda Glory Inzunza, Matthew Ferree                                      | earattack, 공도            | 3:03  |
| 6.           | I Don't Wanna Dance                 | JQ (제이큐), makeumine works (정세희)         | Anne Judith Stokke Wik, Nermin Harambašić, Jin By Jin, Seung Eun Oh, Andreas Baertels | Jin by Jin                 | 3:09  |
| 7.           | 24Hrs                               | Penomeco                                      | SOPHIE, Lola Blanc                                                                    | SOPHIE                     | 2:07  |
| Total längd: | Total längd:                        | Total längd:                                  | Total längd:                                                                          | Total längd:               | 21:27 |

## Listplaceringar
| Lista (2020)                       | Högsta placering |
| ---------------------------------- | ---------------- |
| Japan (Oricon)                     | 13               |
| Japan Hot Albums (Billboard Japan) | 37               |
| Polen (ZPAV)                       | 27               |
| Sydkorea (Gaon)                    | 1                |
| USA World Albums (Billboard)       | 5                |